# Himilkon (Seefahrer)
Himilkon (auch: Himilco, phönizisch Chimilkât) war ein karthagischer Seefahrer, der wohl im späten 6. Jahrhundert v. Chr. die europäische Atlantikküste erkundete. Sein Ziel war vermutlich die Erkundung der Handelswege zu den reichen Zinnvorkommen an der nordwestiberischen Küste. Der wertvolle Rohstoff war unverzichtbarer Bestandteil der wichtigsten Metalllegierung jener Epoche, der Bronze.
Anders als beim gleichzeitig Westafrika erkundenden Hanno sind der punische Originalbericht von Himilkons Reise und die griechische Übersetzung nicht erhalten. Sie sind heute nur noch indirekt und nicht mehr in den Einzelheiten erschließbar aus den Werken Ora maritima des römischen Schriftsteller Avienus und bei Plinius dem Älteren.
In Karthago gestartet, machte er nach Verlassen des Mittelmeers eine Zwischenlandung in Gadir (dem heutigen Cádiz). Von dort aus segelte er nach Westen, dann nach Norden. Er berichtet von schlafenden Winden (Windstille), von schwimmendem Gras (Algen), das ihn sehr behinderte, von Nebel und von Meeresungeheuern (vermutlich Wale), deren Anblick die Schiffsmannschaft erschreckte.
Danach sei Himilkon zu einer Insel Hierni gelangt, die neben den Albiones lag (vermutlich auf der Höhe von Vigo). Einen Stamm der Albionen gab es in Asturien, evtl. auch in Galicien. 
Obwohl die beiden Begriffe Hierni und Albiones oft mit Hibernia und Albion (Irland und England) in Verbindung gebracht werden, gibt es bisher keinerlei Beweis dafür, dass Punier England oder Irland erreichten. Die Verbindung haben jedoch spätere Griechen und Römer hergestellt. Wie weit Himilkon tatsächlich kam, wird kontrovers diskutiert.
Möglicherweise gab es frühere griechische, tartessische, etruskische oder phönizische Reiseberichte. Sicher aber war der Periplus des Himilkon eine der wichtigsten Grundlagen für spätere Berichte bei Herodot und anderen.

## Weitere Erwähnung
Ein Himilkon, Sohn des Hanno wird als karthagischer Armeeführer in der Schlacht von Gela 405 v. Chr. gegen Syrakus genannt. Möglicherweise war er ein Mitglied der frühen Magoniden-Familie.